# Přebor Středočeského kraje 2007/2008
Přebor Středočeského kraje (jednu ze skupin 5. fotbalové ligy) hrálo v sezóně 2007/2008 15 klubů. Vítězem se stalo mužstvo SK Benešov.

## Systém soutěže
Kluby se střetly v soutěži každý s každým dvoukolovým systémem podzim–jaro, hrály tedy 28 kol.

## Nové týmy v sezoně 2007/08
- Z Divize A sestoupilo mužstvo MFK Dobříš.
- Z Divize B sestoupilo mužstvo FK Benešov.
- Z I. A třídy postoupila mužstva TJ Sokol Zápy (2. místo ve skupině A), SK Spartak Příbram (3. místo ve skupině A), FK Kunice (vítěz skupiny B), FC Trnavan Rožďalovice (2. místo ve skupině B) a FK Litol (3. místo ve skupině B).

## Výsledná tabulka
| Poř. | Tým                      | Z  | V  | R | P  | VG | OG | B  |
| ---- | ------------------------ | -- | -- | - | -- | -- | -- | -- |
| 1.   | SK Benešov               | 28 | 21 | 6 | 1  | 83 | 27 | 69 |
| 2.   | FK Kunice                | 28 | 21 | 6 | 1  | 71 | 24 | 69 |
| 3.   | TJ Sokol Zápy            | 28 | 14 | 4 | 10 | 55 | 42 | 46 |
| 4.   | FK Slavoj Stará Boleslav | 28 | 13 | 6 | 9  | 57 | 46 | 45 |
| 5.   | SK Polaban Nymburk       | 28 | 14 | 3 | 11 | 48 | 43 | 45 |
| 6.   | Sokol Nové Strašecí      | 28 | 12 | 4 | 12 | 36 | 42 | 40 |
| 7.   | SK Spartak Příbram       | 28 | 11 | 6 | 11 | 42 | 48 | 39 |
| 8.   | Český lev-Union Beroun   | 28 | 10 | 7 | 11 | 58 | 51 | 37 |
| 9.   | FK Litol                 | 28 | 10 | 7 | 11 | 47 | 45 | 37 |
| 10.  | SK Černolice             | 28 | 10 | 7 | 11 | 48 | 53 | 37 |
| 11.  | AFK Sokol Semice         | 28 | 10 | 4 | 14 | 53 | 57 | 34 |
| 12.  | SK Úvaly                 | 28 | 10 | 4 | 14 | 48 | 57 | 34 |
| 13.  | TJ Tatran Sedlčany       | 28 | 6  | 6 | 16 | 35 | 55 | 24 |
| 14.  | FC Jesenice              | 28 | 4  | 8 | 16 | 36 | 75 | 20 |
| 15.  | MFK Dobříš               | 28 | 3  | 4 | 21 | 34 | 86 | 13 |
| 16.  | FC Trnavan Rožďalovice   | 0  | 0  | 0 | 0  | 0  | 0  | 0  |

Poznámky:
- Z = Odehrané zápasy; V = Vítězství; R = Remízy; P = Prohry; VG = Vstřelené góly; OG = Obdržené góly; B = Body
- FC Trnavan Rožďalovice odstoupil z Přebor Středočeského kraje.[1]

|  | Postup do příslušné Divize (A, B nebo C) |
|  | Sestup do příslušné I. A třídy           |